# Демократическая партия (ЮАР)
Демократи́ческая па́ртия (англ. The Democratic Party) — старое название Демократического альянса ЮАР. Демократической партией стала называться с 1983 года, в годы апартеида в ЮАР существовала в качестве либеральной оппозиции под различными названиями: Прогрессивная партия, Прогрессивно-реформистская партия, Прогрессивная федеральная партия. В 2000 году краткосрочно объединилась с Новой национальной партией, которая уже в 2001 году покинула объединённую партию, впрочем, та сохранила новое название Демократический альянс.